# Erna Lesky
Erna Lesky, geborene Klingenstein (* 22. Mai 1911 in Hartberg, Ost-Steiermark, Österreich-Ungarn; † 17. November 1986 in Innsbruck), war eine österreichische Medizinhistorikerin.

## Leben und Wirken
Erna Klingenstein, Tochter des Kaufmanns Paul Klingenstein, besuchte das Akademische Gymnasium in Graz. Anschließend studierte sie 1931 zunächst in Innsbruck Medizin, wechselte dann 1932 nach Wien und wurde dort 1936 an der Medizinischen Fakultät der Universität Wien promoviert. Sie wandte sich nach ihrem Studium der Kinderheilkunde zu, der sie zeitlebens verbunden blieb, wechselte aber nach der Hochzeit mit dem Innsbrucker Ordinarius für klassische Philologie Albin Lesky zur Geschichte der Medizin. Zum 1. November 1939 trat Erna Lesky der NSDAP bei (Mitgliedsnummer 7.252.714).
Seit dem Jahr 1949 lebte sie in Wien, wohin in diesem Jahr ihr Ehemann berufen worden war, und machte hier 1956 den Dr. phil. Im Jahr 1957 habilitierte sie sich an der Medizinischen Fakultät in Wien für Geschichte der Medizin. 1960 erhielt sie den Lehrauftrag für dieses Fach und begann mit einer Neuorganisation des Institutes. Dazu musste sie erst die Bibliothek katalogisieren. Das Museum wurde neu eingerichtet. Gleichzeitig schrieb sie ihr Hauptwerk über Die Wiener medizinische Schule im 19. Jahrhundert, das sie der Universität anlässlich ihres 600-Jahr-Jubiläums widmete. Im Jahr 1965 wurde sie zum Mitglied der Leopoldina gewählt. Sie war zudem korrespondierendes Mitglied der Österreichischen Akademie der Wissenschaften.
Lesky machte Untersuchungen über Leopold Auenbrugger, Johann Peter Frank, Franz Joseph Gall, Carl von Rokitansky, Ignaz Philipp Semmelweis, Theodor Billroth und Clemens von Pirquet.
Durch die Erkrankung ihres Gatten Albin Lesky beendete sie ihre Tätigkeit im Jahr 1979 und übersiedelte nach Innsbruck. In der Folge schrieb sie jedoch noch weiter und gab ihr Bildwerk über die Meilensteine der Wiener Medizin heraus.
1994 wurde in Wien-Donaustadt (22. Bezirk) die Leskygasse nach Erna und Albin Lesky benannt. Von 1998 bis 2024 war auch ein Tor am Universitätscampus der Universität Wien nach dem Ehepaar benannt, 2024 wurde das Tor wegen der nationalsozialistischen Belastung des Ehepaars Lesky umbenannt und dem Kunsthistoriker Hans Tietze und seiner Frau gewidmet.

## Auszeichnungen
- Billroth-Medaille
- Senatorin der Deutschen Akademie der Naturforscher Leopoldina[8]
- Cothenius-Medaille der Leopoldina 1983
- Von der Universität Wien konnte sie nur mehr posthum ausgezeichnet werden.

## Veröffentlichungen (Auswahl)
- Die Zeugungs- und Vererbungslehren der Antike und ihr Nachwirken. Verlag der Wissenschaften und der Literatur in Mainz (in Kommission bei Franz Steiner Verlag, Wiesbaden 1951), Mainz 1950 (= Abhandlungen der Akademie der Wissenschaften und der Literatur. Geistes- und sozialwissenschaftliche Klasse. Jahrgang 1950, Band 19).
- Harvey und Aristoteles. In: Sudhoffs Archiv. Band 41, 1957, S. 289–311 und 349–378.
- Van Swietens Hypochondrie. Zur Berufskrankheit der Gelehrten und zur Musiktherapie. In: Clio Medica. Band 8, 1973, S. 171–190.